# IBA Group
IBA Group jest międzynarodową firmą IT założoną w 1993 roku. Firma koncentruje się na rozwiązaniach dla przedsiębiorstw, systemach typu mainframe, rozwiązaniach SAP, technologiach chmury i rozwiązaniach RPA/ML.
Od 2005 roku główna siedziba firmy znajduje się w Pradze, w Czechach. Firma posiada biura w 15 krajach i centra rozwoju w dziewięciu krajach.

## Historia
IBA Group została założona w 1993 roku jako spółka joint venture IBM oraz lokalnych organizacji IT. Od 1998 roku firma rozpoczęła tworzenie międzynarodowych biur, takich jak IBA USA w Mountain View w Kalifornii. W 1999 roku uruchomiono centrum rozwoju IBA CZ w Pradze w Czechach. W 1999 roku IBM wycofał się z roli udziałowca w IBA, pozostając jednak jej głównym partnerem biznesowym. W 2000 roku otwarto biuro IBA IT GmbH w Düsseldorfie w Niemczech.
W 2005 roku otwarto główną siedzibę IBA Group w Pradze, a jednocześnie biuro IBA CZ powiększyło się o oddział w Brnie, w Czechach. W 2006 roku IBA Group założyła spółkę IT Park w Mińsku na Białorusi. W 2010 roku otwarto biuro w Astanie. W 2012 roku otwarto IBA Ukraine w Kijowie, a w 2013 roku IBA South Africa w Johannesburgu.
W 2014 roku IBA Group dołączyła do International Association of Outsourcing Professionals (IAOP).
W 2015 roku IBA Group otworzyła biura w Bratysławie na Słowacji i Ostrawie w Czechach. W 2017 roku IBA CZ przeniosła się do nowego biura w Pradze. W tym samym roku IBA Group otworzyła centrum rozwoju w Bułgarii.
W 2018 roku IBA Group dołączyła do sieci UN Global Compact. W 2021 roku firma stała się rezydentem Astana Hub Technopark i otworzyła centrum rozwoju we Wrocławiu w Polsce – IBA Poland. W 2022 r. zostały otwarte przedstawicielstwa w Gruzji, Chorwacji, Litwie i w Serbii.

## Technologia
IBA Group posiada własną platformę chmurową i centra danych do świadczenia usług w chmurze oraz rozwiązania robotyczne, które automatyzują rozwój, wdrażanie, uruchamianie i monitorowanie oprogramowania zrobotyzowanego. W ramach długoterminowej współpracy z VISA Corp, IBA Group opracowała szereg rozwiązań w zakresie płatności mobilnych.

### tapXphone
TapXphone to rozwiązanie do płatności cyfrowych bez użycia urządzeń, które zamienia dowolny smartfon z systemem Android obsługujący technologię NFC w terminal płatniczy. Korzystając z tapXphone, małe i średnie przedsiębiorstwa oraz indywidualni przedsiębiorcy mogą przyjmować płatności zbliżeniowe kartami Visa, MasterCard oraz innymi standardami płatności. Opracowane przez IBA Group rozwiązanie oparte jest na technologii VISA Tap to Phone. Rozwiązanie jest zgodne z PCI CPoC i posiada certyfikację Visa i MasterCard.
IBA Group wdrożyła tapXphone na Ukrainie, w Kazachstanie, Mołdawii, Słowacji, Łotwie, Litwie, Estonii, Serbii, Bułgarii, Azerbejdżanie, Grecji i Kosowie.